# Tian Qing
Tian Qing (n. 19 ago 1986) és una esportista xinesa que competeix en bàdminton en la categoria de dobles.